# Großbottwar
Großbottwar je malé město v německé spolkové zemi Bádensko-Württembersko. Leží v zemském okrese Ludwigsburg ve vládním obvodě Stuttgart a patří k povodí Neckaru. Město bylo založeno v polovině čtrnáctého století v oblasti, která byla osídlená už od doby kamenné.
Na rozdíl od ostatních měst v okolí unikl Großbottware poškození ohněm nebo válkou a do dnešní doby se zde zachovalo množství historických hrázděných staveb.

## Partnerská města
- Illnau-Effretikon, Švýcarsko